# エマニュエル・アグバドゥ
エマニュエル・アグバドゥ（Emmanuel Agbadou, 1997年6月17日 - ）は、コートジボワール・アビジャン出身のプロサッカー選手。ウルヴァーハンプトン・ワンダラーズFC所属。コートジボワール代表。ポジションはディフェンダー、ミッドフィールダー。

## 経歴

### キャリア初期
8人きょうだいの第5子としてアビジャンに生まれ、元サッカー選手であった父親と同じ道を選び（父親はそれを望んでいなかったが）、幼少期からサッカーを始め、地元のいくつかのクラブを経て、2017年にサン＝ペドロの下部組織に入団。

### クラブ
2019年7月、チュニジアのモナスティールにローン移籍。ヨーロッパのクラブでプレイする目標を持っていたため、地理的にヨーロッパに近いチュニジアへの移籍をチャンスと捉えた。11月23日、タタウインヌ戦でプロ初ゴールを挙げた。
2020年9月1日、ベルギーのオイペンに3年契約で移籍。カタールのクラブからより高額なオファーもあったが、金銭より夢を追うことに迷いはなかった。オイペンでは加入後すぐにレギュラーに定着し、2020-21シーズンを終えた時点で、イングランド、フランス、ベルギーの複数のクラブからの関心が報じられたが、オイペンに残留した。
2022年6月16日、フランスのスタッド・ランスに5年契約で移籍。8月7日、2022-23シーズン開幕節のオリンピック・マルセイユ戦にアンカーとしてフル出場し、リーグ・アンデビュー。以降は主にセンターバックの主力としてコンスタントに出場したが、このシーズン、イエローカード5枚、レッドカード3枚を受けた。
2023-24シーズンはリーグ・アンのプレイスピードにも慣れ、イエローカード1枚のみ、第30節のモンプリエ戦でリーグ・アン初ゴールを挙げるなど、チームの副キャプテンとしてシーズンを通じて活躍し、9月にはクラブとの契約延長に合意した。
2025年1月9日、イングランドのウルヴァーハンプトン・ワンダラーズに移籍。4年半契約（1年の延長オプション付き）で、移籍金は1,660万ポンドと報じられている。

### 代表
2021年10月8日、FIFAワールドカップ予選のマラウイ戦でコートジボワール代表初キャップ。
2024年11月19日、アフリカネイションズカップ予選のチャド戦で代表初ゴールを記録した。

## 個人成績

### クラブ
| 国内大会個人成績 | 国内大会個人成績     | 国内大会個人成績 | 国内大会個人成績 | 国内大会個人成績 | 国内大会個人成績 | 国内大会個人成績 | 国内大会個人成績 | 国内大会個人成績 | 国内大会個人成績 | 国内大会個人成績 | 国内大会個人成績 |
| 年度             | クラブ               | 背番号           | リーグ           | リーグ戦         | リーグ戦         | リーグ杯         | リーグ杯         | オープン杯       | オープン杯       | 期間通算         | 期間通算         |
| 年度             | クラブ               | 背番号           | リーグ           | 出場             | 得点             | 出場             | 得点             | 出場             | 得点             | 出場             | 得点             |
| チュニジア       | チュニジア           | チュニジア       | チュニジア       | リーグ戦         | リーグ戦         | リーグ杯         | リーグ杯         | オープン杯       | オープン杯       | 期間通算         | 期間通算         |
| ---------------- | -------------------- | ---------------- | ---------------- | ---------------- | ---------------- | ---------------- | ---------------- | ---------------- | ---------------- | ---------------- | ---------------- |
| 2019-20          | モナスティール       | 24               | プロ1            | 18               | 1                | -                | -                | 1                | 0                | 19               | 1                |
| ベルギー         | ベルギー             | ベルギー         | ベルギー         | リーグ戦         | リーグ戦         | リーグ杯         | リーグ杯         | ベルギー杯       | ベルギー杯       | 期間通算         | 期間通算         |
| 2020-21          | オイペン             | 22               | ファーストA      | 23               | 1                | -                | -                | 3                | 0                | 26               | 1                |
| 2021-22          | オイペン             | 22               | ファーストA      | 33               | 5                | -                | -                | 5                | 0                | 38               | 5                |
| フランス         | フランス             | フランス         | フランス         | リーグ戦         | リーグ戦         | F・リーグ杯      | F・リーグ杯      | フランス杯       | フランス杯       | 期間通算         | 期間通算         |
| 2022-23          | スタッド・ランス     | 24               | リーグ・アン     | 29               | 0                | -                | -                | 2                | 0                | 31               | 0                |
| 2023-24          | スタッド・ランス     | 24               | リーグ・アン     | 32               | 1                | -                | -                | 2                | 2                | 34               | 3                |
| 2024-25          | スタッド・ランス     | 24               | リーグ・アン     | 14               | 0                | -                | -                | 1                | 0                | 15               | 0                |
| イングランド     | イングランド         | イングランド     | イングランド     | リーグ戦         | リーグ戦         | FLカップ         | FLカップ         | FAカップ         | FAカップ         | 期間通算         | 期間通算         |
| 2024-25          | ウルヴァーハンプトン | 12               | プレミアリーグ   | 16               | 1                | 0                | 0                | 2                | 0                | 18               | 1                |
| 通算             | チュニジア           | チュニジア       | プロ1            | 18               | 1                | -                | -                | 1                | 0                | 19               | 1                |
| 通算             | ベルギー             | ベルギー         | ファーストA      | 56               | 6                | -                | -                | 8                | 0                | 64               | 6                |
| 通算             | フランス             | フランス         | リーグ・アン     | 75               | 1                | -                | -                | 5                | 2                | 80               | 3                |
| 通算             | イングランド         | イングランド     | プレミアリーグ   | 16               | 1                | 0                | 0                | 2                | 0                | 18               | 1                |
| 総通算           | 総通算               | 総通算           | 総通算           | 165              | 9                | 0                | 0                | 16               | 2                | 181              | 11               |

### 代表
| コートジボワール代表 | 国際Aマッチ | 国際Aマッチ |
| 年                   | 出場        | 得点        |
| -------------------- | ----------- | ----------- |
| 2021                 | 1           | 0           |
| 2022                 | 2           | 0           |
| 2023                 | 1           | 0           |
| 2024                 | 8           | 1           |
| 2025                 | 2           | 0           |
| 通算                 | 14          | 1           |